# Feels Like Home
Feels Like Home es el segundo álbum de la cantante Norah Jones, lanzado en 2004. En su primera semana en Estados Unidos vendió un millón de copias, y fue el segundo álbum más vendido de todo el año, con cerca de 4 millones de copias vendidas. Además, fue el álbum más vendido del año en los Países Bajos. El primer single del álbum, "Sunrise", ganó el Grammy a la mejor interpretación vocal pop femenina.

## Listado de canciones
1. "Sunrise" (Lee Alexander, Jones) – 3:21
2. "What Am I to You?" (Jones) – 3:30
3. "Those Sweet Words" (Alexander, Richard Julian) – 3:23
4. "Carnival Town" (Alexander, Jones) – 3:12
5. "In the Morning" (Adam Levy) – 4:07
6. "Be Here to Love Me" (Townes Van Zandt) – 3:29
7. "Creepin' In" (Alexander) – 3:04 (apoyo vocal por Dolly Parton)
8. "Toes" (Alexander, Jones) – 3:46
9. "Humble Me" (Kevin Briet) – 4:37
10. "Above Ground" (Andrew Borger, Daru Oda) – 3:44
11. "The Long Way Home" (Kathleen Brennan, Tom Waits) – 3:13
12. "The Prettiest Thing" (Alexander, Jones, Julian) – 3:52
13. "Don't Miss You at All" (Duke Ellington, Jones) – 3:08

## Músicos
| Nombre        | Instrumento                                       |
| ------------- | ------------------------------------------------- |
| Norah Jones   | piano, piano eléctrico, cantante, piano Wurlitzer |
| Lee Alexander | bajo, contrabajo                                  |
| Brian Blade   | batería                                           |
| Kevin Breit   | guitarra, banjo, vocalista de apoyo               |
| Rob Burger    | órgano                                            |
| David Gold    | viola                                             |
| Garth Hudson  | acordeón                                          |
| Adam Levy     | guitarra eléctrica                                |
| Dolly Parton  | vocalista                                         |

## Producción
| Cargo                             | Encargado                                              |
| --------------------------------- | ------------------------------------------------------ |
| Producción                        | Norah Jones, Arif Mardin                               |
| Ingeniería                        | Jay Newland                                            |
| Ingenieros asistentes             | Matthew Cullen, Dick Kondas, Steve Mazur, Aya Takemura |
| Mezclado                          | Jay Newland                                            |
| Masterizado                       | Gene Paul                                              |
| A&R                               | Eliott Wolf                                            |
| Asistente                         | Jamie Polaski                                          |
| Arreglos con cuerdas              | Arif Mardin                                            |
| Director creativo                 | Gordon Jee                                             |
| Asistente de producción de diseño | Burton Yount                                           |

- Datos: Q19391